# Vicious (série télévisée)
Vicious est une sitcom britannique en 13 épisodes de 23 minutes diffusée du 29 avril 2013 au 19 mai 2016 sur ITV.
La série a pour acteurs principaux Ian McKellen et Derek Jacobi, qui jouent respectivement Freddie et Stuart, deux hommes gays vivant ensemble depuis 48 ans, mais en proie à une relation piquante d’amour-haine.
La sitcom a été diffusée pour la première fois le 29 avril 2013 et a généré 5,78 millions de téléspectateurs, malgré les critiques mitigées qu’elle a reçues de la presse. Une deuxième saison est annoncée pour 2015.

## Synopsis
Freddie et Stuart sont deux hommes qui vivent ensemble dans leur appartement de Covent Garden depuis près 50 ans. Freddie était un acteur et Stuart travaillait dans un bar lorsqu’ils se sont rencontrés, mais leurs carrières touchent à leur fin et leur vie consiste maintenant à recevoir fréquemment des invités, à s’assurer que leur vieux chien Balthazar respire toujours et à se lancer des insultes piquantes.

## Distribution
- Ian McKellen : Freddie Thornhill
- Derek Jacobi : Stuart Bixby
- Iwan Rheon : Ash Weston

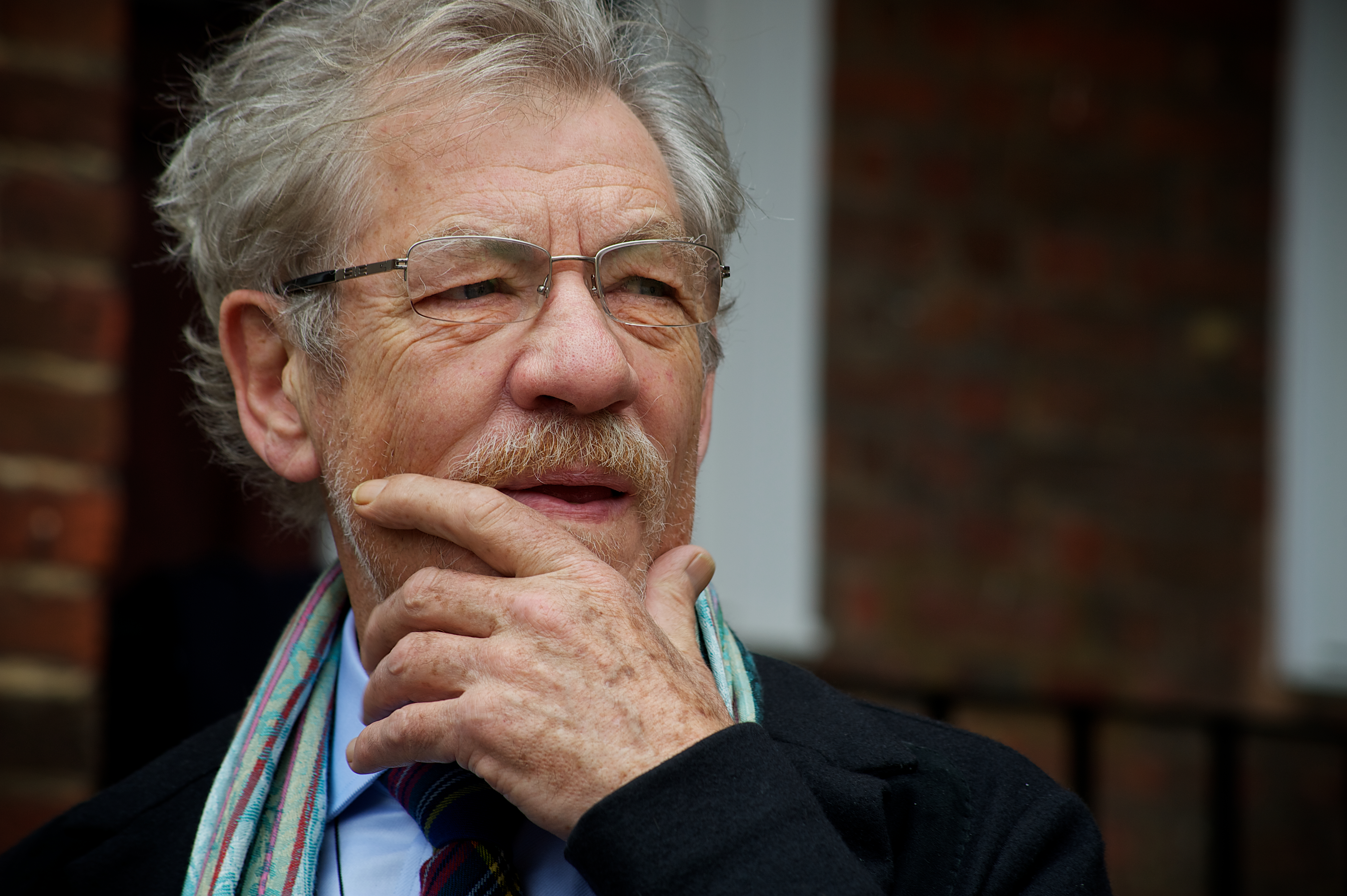
L'acteur britannique Ian McKellen incarne l'un des deux rôles principaux.

- Frances de la Tour : Violet Crosby
- Marcia Warren : Penelope
- Philip Voss : Mason
- Alexandra Roach : Chloe, la petite amie d’Ash dans l’épisode 5
- Hazel Douglas : Mildred, la mère de Stuart dans l’épisode 6

## Épisodes

### Première saison (2013)
| № | Titre                  | Enregistrement  | Première diffusion | Audiences     |
| --- | ---------------------- | --------------- | ------------------ | ------------- |
| 1 | Episode 1              | 29 janvier 2013 | 29 avril 2013      | 5,78 millions |
| Freddie et Stuart apprennent le décès d’un ami et décident d’organiser une veillée. Ils font la rencontre de leur nouveau voisin Ash et le présentent à leur groupe d’amis. La veillée se transforme alors en soirée avec peu de nourriture et beaucoup de répliques cinglantes.                                                                                              |                        |                 |                    |               |
| 2 | Episode 2              | 5 février 2013  | 6 mai 2013         | 3,82 millions |
| Ash cherche à récupérer sa petite amie et demande conseil à ses voisins Freddie et Stuart. Violet et Penelope l’emmène dans un magasin de vêtements afin qu’il choisisse un cadeau pour sa petite amie, mais le trio aperçoit Stuart dans le magasin. Ils suspectent alors Stuart d’avoir une liaison.                                                                        |                        |                 |                    |               |
| 3 | Episode 3              | 12 février 2013 | 13 mai 2013        | 2,78 millions |
| Freddie doit faire une importante audition pour Downton Abbey et répète avec Ash, qui a décidé de devenir acteur. Mais Ash obtient un rôle plus important que celui de Freddie, et celui-ci plonge alors dans la dépression. Pendant ce temps, Violet cherche conseil auprès de Freddie et Stuart à propos de sa relation avec un Hongrois rencontré sur Internet.            |                        |                 |                    |               |
| 4 | Episode 4              | 19 février 2013 | 20 mai 2013        | 2,55 millions |
| Ash invite Freddie, Stuart, Penelope et Mason dans une boîte de nuit où il travaille. Freddie et Stuart transforment cette sortie en un concours de popularité. Freddie se fait alors de nouveaux amis, plus jeunes que lui, au détriment de sa relation avec Stuart. |                        |                 |                    |               |
| 5 | Episode 5              | 26 février 2013 | 3 juin 2013        | 2,53 millions |
| Freddie invite Ash et Chloe, sa nouvelle petite amie, à un dîner afin de lui remonter le moral à cause de la mauvaise tournure que prend sa carrière d’acteur. Très vite, Stuart et Freddie trouvent Chloe naïve et agaçante. Pendant ce temps, Violet se retrouve menottée à son lit en Argentine alors que son petit ami rencontré en ligne s’est enfui avec son passeport. |                        |                 |                    |               |
| 6 | Episode 6              | 5 mars 2013     | 10 juin 2013       | 2,77 millions |
| Freddie et Stuart organisent un dîner afin de célébrer leurs 49 ans de vie commune. Seulement, Ash invite accidentellement la mère de Stuart, qui n’est pas au courant de l’homosexualité de son fils. |                        |                 |                    |               |
| 7 | Christmas Special 2013 | 3 avril 2013    | 27 décembre 2013   | 3,15 millions |
| Freddie et Stuart invitent tous leurs amis pour Noël. Mais c’est Ash qui cuisine, et Violet arrive accompagnée d’un nouvel amant, alors que Freddie a de nouveau des envies d’acteur. |                        |                 |                    |               |

### Seconde saison (2015)
Derek Jacobi a affirmé qu’un épisode spécial pour Noël avait été tourné et qu’il y avait des projections pour une éventuelle seconde saison, qui ne sera pas tournée avant 2014, à cause de la carrière cinématographique de Ian McKellen.
La seconde saison a été confirmée le 23 août 2013 au festival de la télévision d’Édimbourg et était prévue pour 2014. Cependant, la carrière très prenante de Ian McKellen a repoussé le tournage et la diffusion de la série pour 2015.
| № | Titre     | Enregistrement | Première diffusion | Audiences     |
| --- | --------- | -------------- | ------------------ | ------------- |
| 1 | Sister    |                | 1er juin 2015      | 3,00 millions |
| Violet reçoit la visite de sa sœur Lilian (Celia Imrie), qu'elle n'a pas vu depuis plusieurs années. Ash présente au groupe sa nouvelle petite-amie, Jess (Georgia King). |           |                |                    |               |
| 2 | Gym       |                | 8 juin 2015        | 2,40 millions |
| Freddie et Stuart s'abonnent au club de gym d'Ash et se font embobiner par un jeune coach qui leur propose un forfait exorbitant. Pendant ce temps, Violet et Penelope s'incrustent chez les deux hommes et découvrent que l'appartement est bien plus agréable quand ils sont absents. |           |                |                    |               |
| 3 | Ballroom  |                | 15 juin 201        | 2,38 millions |
| Le groupe s'inscrit à un cours de danse déjà suivi par Ash et Georgia. Stuart devient le chouchou, tandis que Violet entame une liaison avec le professeur. |           |                |                    |               |
| 4 | Stag Do   |                | 22 juin 2015       | 2,25 millions |
| Violet rencontre un homme sur Internet, tandis que Ash renoue avec Chloe (Alexandra Roach). Devant la pression que lui met Stuart, Freddie lui fait croire qu'il a obtenu un rôle dans une série.                                                                                       |           |                |                    |               |
| 5 | Flatmates |                | 29 juin 2015       |               |
| Après le violente dispute entre Freddie et Stuart, le premier héberge Violet et le second emménage chez Ash. |           |                |                    |               |
| 6 | Wedding   |                | 6 juillet 2015     |               |
| Le grand jour est arrivé pour Freddie et Stuart, mais Penelope et Mason n'arrivent pas à ramener le gâteau, tandis que le mari de Violet, Jasper, est finalement de retour. |           |                |                    |               |

## Distinctions

### Nominations
- British Academy Television Awards 2014 : meilleure performance féminine dans un rôle comique pour Frances de la Tour
- Festival de télévision de Monte-Carlo 2014 : meilleure série comique